# Tim Trageser

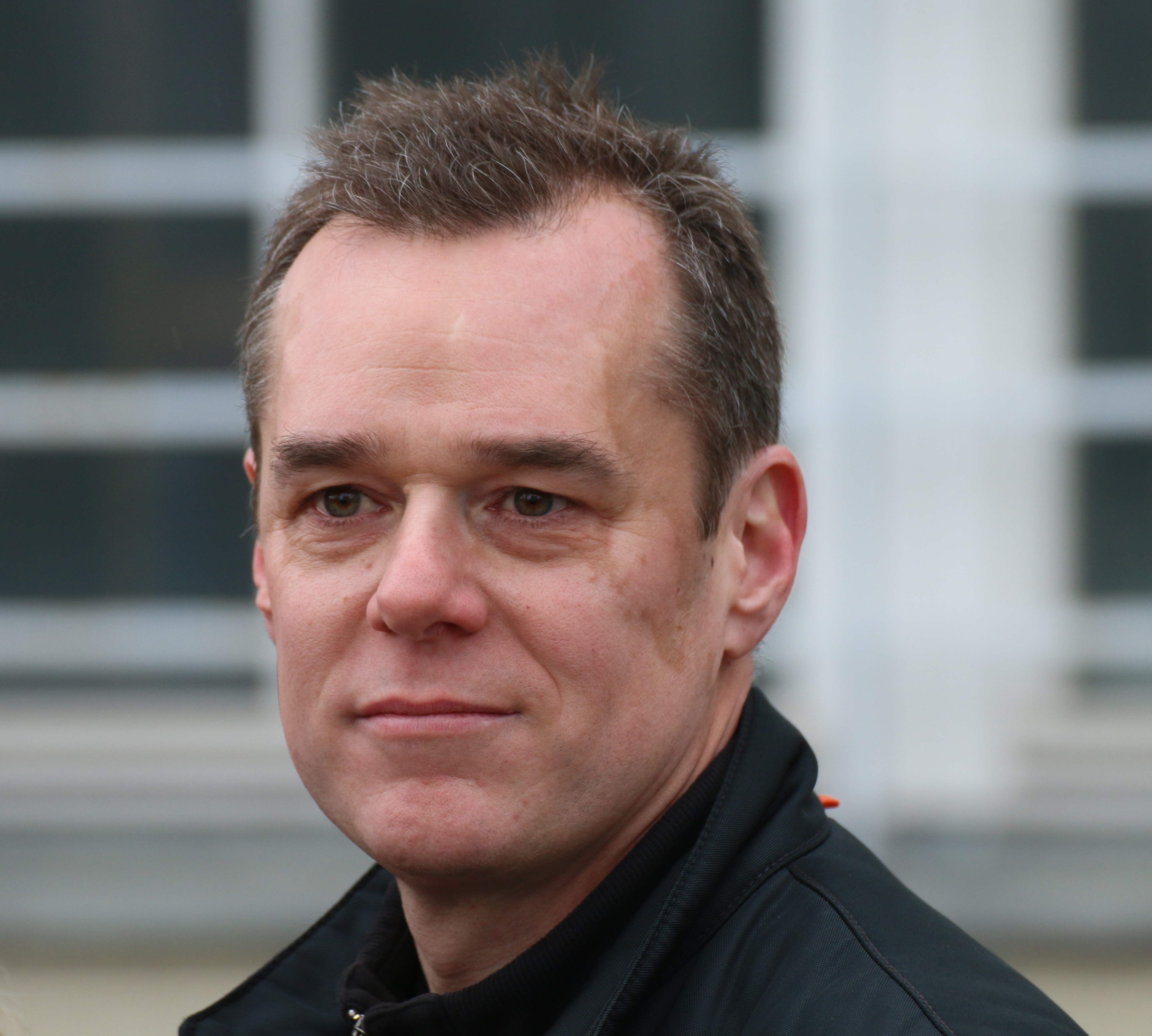
Tim Trageser (2016)

Tim Trageser (* 28. November 1969 in Frankfurt am Main) ist ein deutscher Regisseur und Drehbuchautor.

## Leben und Werk
Tim Trageser studierte von 1991 bis 1994 Publizistik und Theaterwissenschaft an der Ludwig-Maximilians-Universität in München. Nebenbei arbeitete er als freier Reporter für Fernsehmagazine und Nachrichtensendungen. Ab 1994 absolvierte er ein Regiestudium an der Hochschule für Fernsehen und Film München (HFF). Während seines Studiums wurde Tim Trageser mehrmals für seine Arbeiten ausgezeichnet: 1995 gewann er den Friedrich-Wilhelm-Murnau-Kurzfilmpreis und den Hans-W.-Geißendörfer-Nachwuchsförderpreis für seinen Kurzfilm Ein kurzer beschissener Abend. 1997 wurde ihm für seinen Kurzfilm Die letzte Sekunde der Förderpreis der Internationalen Hofer Filmtage als bester Nachwuchsregisseur verliehen. Mit seinem Abschlussfilm an der HFF Clowns, dessen Kurzfilm-Vorstudie mit dem Prädikat besonders wertvoll ausgezeichnet wurde, gewann Tim Trageser 2001 den Studio-Hamburg-Nachwuchspreis. Seine späteren Filme Die Lehrerin und Neufeld, mitkommen! wurden jeweils für den Grimme-Preis nominiert. Seine Ferdinand von Schirach Verfilmung Der weiße Äthiopier erhielt die World-Gold-Medal bei den New York Festivals, sowie den Publikumspreis beim Festival des deutschen Films Ludwigshafen. Hilfe, ich hab meine Eltern geschrumpft wiederum wurde als bester Kinofilm mit dem renommierten Kinderfilmpreis Der Goldene Spatz und dem Regie-Preis des Thüringer Ministerpräsidenten ausgezeichnet. Zuletzt lief sein Fantasy-Film Die Wolf-Gäng in den deutschen Kinos, der für den Hessischen Filmpreis nominiert wurde und u. a. die Emmi für den besten Kinderfilm anlässlich der 37. Kinderfilmtage im Ruhrgebiet gewann. Er lebt mit seiner Frau und seinen zwei Kindern in München.

## Filmografie (Auswahl)

### Regie
- 1995: Ein kurzer beschissener Abend (Kurzfilm)
- 1997: Die letzte Sekunde (Kurzfilm)
- 1997: Was nicht passt, wird passend gemacht (Kurzfilm) (Co-Regie)
- 1997: Kleiner Stürmer (Kurzfilm)
- 1999: Clowns?! (Kurzfilm)
- 2001: Clowns
- 2002: Harte Brötchen
- 2005: Emilia – Die zweite Chance
- 2005: Emilia – Familienbande
- 2006: Tollpension
- 2006: Tatort: Das zweite Gesicht
- 2007: Ein verlockendes Angebot
- 2007: Tatort: Der Traum von der Au
- 2008: Einer bleibt sitzen
- 2009: Tatort: Höllenfahrt
- 2009: Wohin mit Vater?
- 2010: Racheengel – Ein eiskalter Plan
- 2011: Die Lehrerin
- 2011: Adel Dich
- 2012: Mandy will ans Meer
- 2012: Kommissarin Lucas – Die sieben Gesichter der Furcht
- 2012: Kommissarin Lucas – Bombenstimmung
- 2013: Willkommen auf dem Land
- 2013: Mord in den Dünen
- 2014: Neufeld, mitkommen!
- 2014: Kommissarin Lucas – Kettenreaktion
- 2014: Kommissarin Lucas – Der nette Herr Wong
- 2015: Tatort: Roomservice
- 2016: Wolfsland – Tief im Wald
- 2016: Der weiße Äthiopier
- 2018: Hilfe, ich hab meine Eltern geschrumpft
- 2020: Der Lissabon-Krimi: Zum Schweigen verurteilt
- 2020: Der Lissabon-Krimi: Die verlorene Tochter
- 2020: Die Wolf-Gäng
- 2022: Tatort: In seinen Augen
- 2022: Der Kaiser
- 2023: Wer füttert den Hasen?
- 2025: Erzgebirgskrimi – Wintermord
- 2025: Erzgebirgskrimi – Die letzte Note

### Autor
- 1995: Ein kurzer beschissener Abend (Kurzfilm)
- 1996: Die letzte Sekunde (Kurzfilm)
- 1997: Kleiner Stürmer (Kurzfilm)
- 1998: Clowns?! (Kurzfilm)
- 2001: Clowns
- 2005: Emilia – Die zweite Chance (Buchbearbeitung)
- 2005: Emilia – Familienbande (Buchbearbeitung)
- 2012: Kommissarin Lucas – Bombenstimmung (Co-Autor)
- 2012: Kommissarin Lucas – Die sieben Gesichter der Furcht

### Schauspieler
- 1993: Am Rand (Kurzfilm)
- 1993: Forsthaus Falkenau (TV-Serie, zwei Folgen)
- 1997: Was nicht passt, wird passend gemacht (Kurzfilm)
- 1997: Mafia, Pizza, Razzia (Kurzfilm)

## Auszeichnungen (Auswahl)
- 1995: Friedrich-Wilhelm-Murnau-Kurzfilmpreis, Hans-W.-Geißendörfer-Nachwuchspreis, Prädikat: wertvoll für Ein kurzer beschissener Abend
- 1997: Kodak-Eastman-Förderpreis anlässlich der Internationalen Hofer Filmtage, Prädikat: wertvoll für Die letzte Sekunde
- 2001: Studio-Hamburg-Nachwuchspreis, Prädikat: besonders wertvoll für Clowns
- 2012: Grimme-Preis-Nominierung für Die Lehrerin
- 2015: Grimme-Preis-Nominierung für Neufeld, mitkommen!
- 2016: Gold World Medal der New York Festivals für Der weiße Äthiopier
- 2016: Publikumspreis Festival des deutschen Films Ludwigshafen für Der weiße Äthiopier
- 2018: Goldener Spatz – Bester Kino-/Fernsehfilm für Hilfe, ich hab meine Eltern geschrumpft
- 2018: Regiepreis des Thüringer Ministerpräsidenten für Hilfe, ich hab meine Eltern geschrumpft
- 2020: Publikumspreis des 30. Hofer Kinderfilmfestes für Die Wolf-Gäng[1]
- 2020: Emmi für den besten Kinderfilm anlässlich der 37. Kinderfilmtage im Ruhrgebiet für Die Wolf-Gäng[2]
- 2020: Hessischer Filmpreis-Nominierung bester Spielfilm für Die Wolf-Gäng[3]